# François Martineau des Chesnez
François Edme Joseph, baron Martineau des Chesnez (5 janvier 1791 - 27 juillet 1870) est un fonctionnaire et homme politique français né et mort à Auxerre.

## Biographie
Il est le fils de Edme Martineau des Chesnez (1748-1813), président de la Cour d'assises de la Seine (1800-1810), chevalier de la Légion d'honneur, et de Anne-Adélaïde Boicervoise (fille d'un négociant de Beauvais).
Il est successivement commissaire des guerres (1813), chef de division au ministère de la guerre (1828), directeur général (1836) puis secrétaire général du ministère (1839). Conseiller d’État, il fut également Sous-secrétaire d'État à la Guerre dans le ministère du général Moline de Saint-Yon puis du général Trézel (10 novembre 1845 - 19 septembre 1847). Il est maire d'Auxerre du 5 décembre 1850 au 12 décembre 1865. 

Médaillé de Sainte-Hélène, Grand officier de la Légion d'honneur, il est créé baron héréditaire par lettres patentes du 7 avril 1845.
(ne pas le confondre avec son neveu Emile (1819-1888), comme c'est fait presque partout....qui lui fut général en 1870)
Il épousa Geneviève-Laure Bertrand de Chamard (1787-1870). Ils eurent cinq enfants dont :
- Gaston-Philippe-Augustin-Joseph, baron Martineau des Chesnez (1815-1895), chef de division au ministère de la guerre et auditeur au Conseil d’État, Chevalier Légion d'honneur.
- Henri-Edme-Marie (1816-1904), contre-amiral (1871), commandeur de la Légion d'honneur.
- Émile-Philippe (1819-1884), général de division (1880), commandeur de la Légion d'honneur, lui-même père du Lieutenant-colonel de Chasseurs d'Afrique et chevalier de la Légion d'honneur, Hugues Émile (1855-1916).

Quelques papiers personnels de François Martineau des Chesnez sont conservés aux Archives nationales, sur le site de Pierrefitte-sur-Seine, sous la cote 68AP Inventaire du fonds 68AP.

## Décorations, titres, honneurs
- Grand officier de la Légion d'honneur
- Médaille de Sainte-Hélène (1857)

## Sources
- Le Bulletin héraldique de France, 1892
- Titres et confirmations de titres, H. Champion, 1974
- Livre d'or de la noblesse, Marquis de Magny, 1846